# Pavonia latibracteolata
Pavonia latibracteolata är en malvaväxtart som beskrevs av A. Krapovickas. Pavonia latibracteolata ingår i släktet påfågelsmalvor, och familjen malvaväxter. Inga underarter finns listade i Catalogue of Life.